# Mapiripán (kommun)
Mapiripán är en kommun i Colombia.   Den ligger i departementet Meta, i den centrala delen av landet, 290 km sydost om huvudstaden Bogotá. Antalet invånare är 13 230.